# Sotalia fluviatilis
Sotalia fluviatilis (Тукуші) — вид ссавців з родини дельфінових ряду китоподібні. Слово тукуші є назвою тварини на мові тупі. Вид досить таки нагадує афаліну, але менший. 

## Опис
Довжина: від 86 до 206 см. Важить 55 кг в середньому. Дорослі мають 28–35 зубів. Статевий диморфізм відсутній.
Sotalia fluviatilis і Sotalia guianensis дуже схожі за зовнішнім виглядом і були колись класифіковані як один вид. Проте, філогенетичні докази свідчать про те, що вони розділилися приблизно 1,5–2 млн років тому під час пліоцену або раннього плейстоцену. Незважаючи на багато подібних рис, три важливі відмінності допомагають розрізняти ці 2 види. По-перше, S. fluviatilis в основному віддає перевагу прісному середовищу проживання в той час як S. guianensis воліє солоне прибережне середовище проживання. По-друге S. fluviatilis значно менший за розміром, ніж S. guianensis. Нарешті, гаплотип і нуклеотидні послідовності S. fluviatilis є диверсифіковані з S. guianensis. Загалом, S. fluviatilis менший, і має більш коротке рило, ніж більшість інших членів родини Delphinidae.
S. fluviatilis від синього до світло-сірого на спині, і вицвітає до білого або біло-рожевого кольору на животі. У більшості особин рило закінчуватися білим кінчиком. Рило тонке і довге, а спинний плавник має трикутну форму і злегка гачкуватий на кінчику. 

## Поширення
Живе виключно в басейнах річок Амазонки і Оріноко і, як вважається, ендемічний для цього регіону Південної Америки. Найближчі живі родичі Тукуші це Sotalia guianensis, дельфіни, які живуть на мілководді уздовж Атлантичного узбережжя Південної Америки. Проте, Тукуш є симпатричними з амазонськими видами родини Iniidae. Зазвичай зустрічаються поблизу слабкоплинних злиттів і в річкових переходах, де їжі в достатку і менше енергія повинно бути витрачено під час харчування. Вони уникають бруду з берегів і затоплених лісових районів. Хоча деякі особини можна зустріти в області злиття Амазонки з Атлантичним океаном, вони надають перевагу прісноводному середовищу проживання.

## Поведінка
Сезонні коливання рівня річкової води мають великий вплив. Тварини запливають до озер під час повені, але залишають їх, коли вода починає спадати, щоб уникнути пастки. Цей сором'язливий представник дельфінових, як правило, найбільш активний рано вранці і ближче до вечора, і, як правило, повільний плавець, який стрибає нечасто. Він пірнає на близько 30 секунд, і використовує ехолокацію для спілкування, а також ловлі риби і креветок. Розмір групи варіюється, в основному вони подорожують в невеликих групах від 1 до 6 особин, але групи можуть бути до 40 особин. Вони чутливі, відчувають стрес при потраплянні в сіті, часто заплутуються і задихаються у сітях. Тукуші погано переносять тривалі періоди транспортування.
Як і більшість дельфінів, тукуші використовують різні свистки і клацання для спілкування з родичами. М'ясоїдний, здобиччю є Променепері поряд з кальмарами і восьминогами. Крім незаконного полювання з боку людини, тукуші немає відомих хижаків.

## Відтворення
Мало що відомо про репродуктивні звички виду. Народжують у період низької води, у жовтні та листопаді, після 10–11,6 місяців вагітності. Вважається, що виду властива поліандрія (де кожна самиця має більш одного партнера чоловічої статі), і агресія між самцями спостерігається під час залицяння. Новонароджені варіюються в розмірах від 71 до 106 см в довжину. Обидві статі стають статевозрілими у шість років, після чого самці мають довжину близько 180 см, а самиці довжиною близько 160 см. Повністю дорослі особини обох статей, як правило, рівні по довжині й вазі. Наявні дані свідчать про те, що дикі тукуші можуть жити до 35 років. 

## Загрози та охорона
Демографічні тенденції невідомі і, таким чином, потенційні потреби збереження та управління не можуть бути визначені. Це єдиний вид прісноводних дельфінових. Попри те, що ніколи не було комерційного промислу цього виду, значне число випадків смерті відбувається в результаті вилову і побічної смертності в знаряддя лову. Інші потенційно важливі загрози включають створення дамб, перевилов риби, човнові удари, хімічне забруднення та шумове забруднення. Вид охороняється законом в більшості країн ареалу.